# Die Verfassung der Freiheit
Die Verfassung der Freiheit (englischer Originaltitel: The Constitution of Liberty) ist ein Buch des zu dieser Zeit in den USA wirkenden österreichischen Ökonomen, Träger des  Alfred-Nobel-Gedächtnispreis für Wirtschaftswissenschaften und Sozialphilosophen Friedrich August von Hayek.
Das Buch wurde erstmals 1960 von der University of Chicago Press veröffentlicht und ist eine Interpretation der Zivilisation als durch die Grundprinzipien der Freiheit ermöglicht, die der Autor als Voraussetzung für Wohlstand und Wirtschaftswachstum ansieht – statt umgekehrt.

## Inhalt
Das Buch gilt neben dem sechzehn Jahre zuvor erschienenen Der Weg zur Knechtschaft als das bedeutendste Werk Hayeks sowie als eine der aussagekräftigsten Zusammenfassungen der Prinzipien des klassischen Liberalismus überhaupt. Es bietet im ersten Teil eine umfassende systematische Darstellung der wesentlichen Prinzipien einer freiheitlichen Sozialphilosophie der Grundlage für die Entwicklung der europäischen Zivilisation in den letzten Jahrhunderten. Der zweite Teil befasst sich mit der Entstehung der rechtsstaatlichen Grundsätze der rule of law und ihrer Bedeutung für die Sicherung der persönlichen Freiheit. Im dritten Teil zeigt Hayek, wie mit dem Aufkommen des Wohlfahrtsstaates wichtige rechtsstaatliche Prinzipien verletzt werden und damit die persönliche Freiheit zerstört zu werden droht. Dies verdeutlicht er anhand aufschlussreicher Beispiele aus den Bereichen Gewerkschaften und Beschäftigung, soziale Sicherheit, Besteuerung (dort insbesondere der progressiven Einkommensteuer) und Umverteilung, Landwirtschaft und Naturschätze, Erziehung und Forschung.

## Rezeption
Die Verfassung der Freiheit belegte Platz 9 auf der Liste der 100 besten Non-Fiction-Bücher des 20. Jahrhunderts des Magazins National Review.
Die Presse rezensiert wie folgt:
„Der große Universalgelehrte europäischer Tradition, Nobelpreisträger für Wirtschaftswissenschaften von 1974, hat in seinem Lebenswerk, das auf einer tiefen Kenntnis vieler Disziplinen (Ökonomie, Rechtswissenschaft, Geschichte, Biologie und Psychologie) beruht, mit Beharrlichkeit den Gedanken verfolgt, daß allein individuelle Freiheit die Bewahrung und Fortentwicklung der Zivilisation sicherstellen kann. Er hat darin mehr als einen Stein des Anstoßes für den Zeitgeist niedergelegt.“
Eine dem diametral entgegengesetzte Meinung vertritt George Monbiot am 30. September 2022 im Guardian: "Sein offenkundig geistesgestörtes Traktat", das  unter Hayeks Anhängern "fast biblischen Status" genieße, wettere gegen den Schutz der lebendigen Welt. Denn unsere Bestimmung bestehe nach diesem "Glaubenssystem" darin, "alles zu Geld zu machen". Und Geld sei alles, was es kenne.